# 할 오즈산
할 오즈산(Hal Ozsan, 본명: 할릴 외즈샨(튀르키예어: Halil Özşan), 1976년 10월 26일 ~ )는 잉글랜드의 배우이다.

## 출연 작품
- 인피델 (2019)
- 프라이빗 넘버 (2014)
- 피치 플럼 페어 (2011)
- 그루피: 사생팬 (2010)
- 칠드런 오브 왁스 (2007)
- 데스 드라이브 (2007)
- 카페인 (2006)
- 헬터 스켈터 (2004)
- 시몬 (2002)

### 텔레비전
- 펠리시티 (2000)
- 도슨의 청춘일기 (2001-03)
- 폴른 (2007, Fallen)
- 캘리포니케이션 (2008)
- 90210 (20010-11)